# Championnat du Luxembourg de football de deuxième division 2018-2019
 (août 2018).
Navigation
Promotion d'Honneur 2017-2018 Promotion d'Honneur 2019-2020
Le Championnat du Luxembourg de football de D2 est une compétition annuelle de football disputée entre clubs luxembourgeois et placée sous l'égide de la fédération du Luxembourg de football.
Cette compétition est actuellement connue sous le nom de Promotion d'honneur.

## Classement
Le classement est établi sur le barème de points classique (victoire à 3 points, match nul à 1, défaite à 0).
Pour départager les égalités, on tient d'abord compte de la différence de buts générale, puis du nombre de buts marqués, puis des confrontations directes et enfin si la qualification ou la relégation est en jeu, les deux équipes jouent une rencontre d'appui sur terrain neutre.
| Rang | Équipe                     | Pts | J  | G  | N  | P  | Bp | Bc | Diff |
| ---- | -------------------------- | --- | -- | -- | -- | -- | -- | -- | ---- |
| 1    | FC Rodange 91 R            | 55  | 24 | 17 | 4  | 3  | 51 | 17 | +34  |
| 2    | Blue Boys Mühlenbach       | 53  | 24 | 16 | 5  | 3  | 49 | 23 | +26  |
| 3    | FC Swift Hesperange        | 49  | 24 | 16 | 1  | 7  | 68 | 26 | +42  |
| 4    | US Esch-sur-Alzette R      | 49  | 24 | 15 | 4  | 5  | 42 | 24 | +18  |
| 5    | UN Käerjeng                | 41  | 24 | 11 | 8  | 5  | 43 | 25 | +18  |
| 6    | FC Wiltz 71                | 39  | 24 | 11 | 6  | 7  | 42 | 29 | +13  |
| 7    | Union Mertert-Wasserbillig | 32  | 24 | 8  | 8  | 8  | 37 | 36 | +1   |
| 8    | FC Mamer 32                | 27  | 24 | 8  | 3  | 13 | 37 | 51 | -14  |
| 9    | Jeunesse Canach            | 26  | 24 | 5  | 11 | 8  | 41 | 40 | +1   |
| 10   | Jeunesse Junglinster P     | 26  | 24 | 7  | 5  | 12 | 24 | 40 | -16  |
| 11   | Attert Bissen P            | 24  | 24 | 6  | 6  | 12 | 30 | 46 | -16  |
| 12   | FC Erpeldange              | 20  | 24 | 5  | 5  | 14 | 33 | 60 | -27  |
| 13   | US Sandweiler              | 14  | 24 | 4  | 2  | 18 | 27 | 66 | -39  |
| 14   | FC Koeppchen Wormeldange P | 12  | 24 | 2  | 6  | 16 | 22 | 61 | -39  |

| Légende : Qualifications et relégations | Légende : Qualifications et relégations                            |
| --------------------------------------- | ------------------------------------------------------------------ |
|                                         | Promu en Division Nationale                                        |
|                                         | Qualification pour les barrages de promotion en Division Nationale |
|                                         | Qualification pour les barrages de descente en 1.Division          |
|                                         | Relégation en 1.Division                                           |

## Barrage Promotion
Le club ayant terminé 12e de Division Nationale joue sa place parmi l'élite face au 3e de Promotion d'Honneur, lors d'un match disputé sur terrain neutre.
| Équipe 1 | Résultat | Équipe 2    |
| -------- | -------- | ----------- |
| (D1)     | -        | 3ième de D2 |

## Barrage Relégation
Les clubs classés 11e et 12e de deuxième division en fin de saison affrontent les 2e de troisième division pour connaître les 2 derniers clubs qui joueront la saison prochaine en deuxième division.
| Équipe 1 | Résultat | Équipe 2 |
| -------- | -------- | -------- |
| 12e D2   | ? - ?    | (D3) ?   |
| 11e D2   | ? - ?    | (D3) ?   |